# Anghelu Ruju

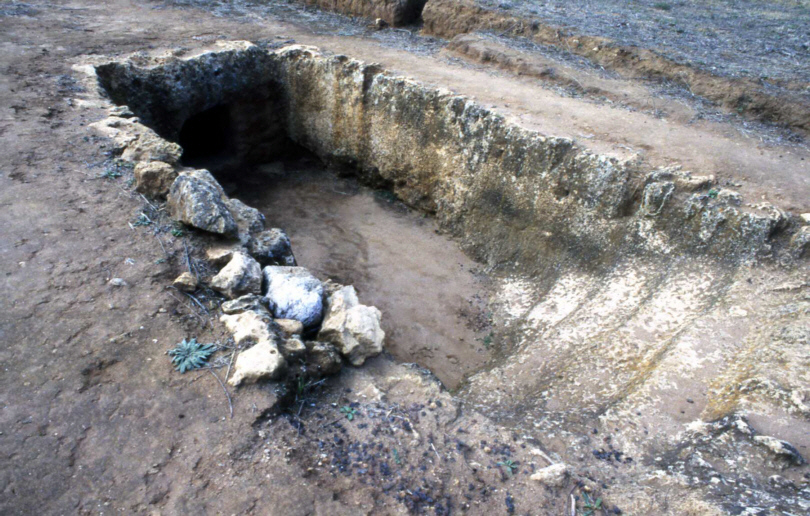
Una de las tumbas de la necrópolis de Anghelu Ruju.

La necrópolis de Anghelu Ruju (forma sarda equivalente a Ángel Rojo) es un yacimiento arqueológico prenurágico que se encuentra cerca de la ciudad italiana de Alguer, aproximadamente a unos 10 km de esta siguiendo la carretera que lleva a Porto Torres. Su nombre es el del terreno donde fueron descubiertas. Se trata de la necrópolis más grande de Cerdeña.
El yacimiento se sitúa alrededor del aeropuerto de Alghero-Fertilia en la localidad I Piani. Contiene muchísimas tumbas hipogeas. Fue por casualidad que se descubrió la necrópolis, en 1903, mientras se hacían excavaciones para construir una granja. Entonces se encontró un cráneo humano y un vaso trípode argárico y al año siguiente el arqueólogo Antonio Taramelli comenzó la exploración del lugar. Encontró 10 hipogeos y 21 domus de Janas. Las excavaciones ulteriores, que duraron hasta 1967 revelaron más vestigios y ahora son 38 los domus que se han encontrado. Los hallazgos se han atribuido a la cultura Ozieri (3500 a. C.), a la del vaso campaniforme (2.000 a 1900 a. C.) y a la cultura de Bonnanaro (1800 a. C.).